# Kondapalli
Kondapalli oder Kondapalle (Telugu కొండపల్లి) ist eine ca. 40.000 Einwohner zählende Stadt im südostindischen Bundesstaat Andhra Pradesh.

## Lage und Klima
Kondapalli liegt etwa 10 km (Luftlinie) nördlich des Flusses Krishna in einer Höhe von ca. 150 m und ca. 27 km (Fahrtstrecke) nordwestlich der historisch bedeutsamen Stadt Vijayawada. Das vom Golf von Bengalen beeinflusste Wetter ist meist subtropisch warm; Regen (ca. 1100 mm/Jahr) fällt hauptsächlich während der sommerlichen Monsunzeit, die jedoch bis Oktober andauern kann.

## Bevölkerung
Ca. 87,5 % der Einwohner sind Hindus, gut 9 % sind Moslems und ca. 3 % sind Christen; der Rest entfällt auf andere religiöse Minderheiten. Männer- und Frauenanteil sind etwa gleich hoch. Gesprochen wird zumeist Telugu, aber auch Hindi und Englisch werden verstanden.

## Wirtschaft
Kondapalli hat eine lange Tradition in der Herstellung von Holzspielzeug; heute ist es ein Industrievorort von Vijayawada. Die über einen Bahnhof verfügende Stadt hat eines der größten Gewerbegebiete des Bundesstaats.

## Geschichte
Über die Geschichte der Stadt ist nicht viel bekannt (siehe deshalb Kondapalli-Fort).

## Sehenswürdigkeiten
- Ca. 1 km westlich der Stadt liegt das Kondapalli-Fort.
- Der nahegelegene Kondapalli Reserve Forest ist ein geschütztes Waldgebiet mit z. T. seltenen Pflanzen und zahlreichen Wildtierarten.